# José António de Sequeira
José António de Sequeira (Toledo, Santo Amaro, Velas, ilha de São Jorge, 1761 — Santo Amaro, Velas, ilha de São Jorge, 15 de Dezembro de 1826), foi produtor Agrícola em terras próprias e militar do exército português na especialidade de infantaria.

## Biografia
Prestou serviço no exército português, no Regimento de Guarnição nº 1, aquartelado na Fortaleza de São João Baptista, no Monte Brasil, junto à cidade de Angra do Heroísmo.
Foi um dos maiores detentores de terras nas fajãs da costa Norte da ilha de São Jorge, nomeadamente na Fajã Rasa e Fajã da Ponta Furada, onde produzia vinho de várias castas, particularmente da casta conhecida regionalmente, como "Vinho de cheiro", que era vendido principalmente na vila das Velas. 
Nessas mesmas fajãs, em sítios específicos do ponto de vista de adaptação Ambiental, autênticos biótopos únicos das fajãs,  a que era chamado "fontes de inhames" produzia inhames de grande qualidade que eram vendidos em diferentes locais da ilha com predominância para a vila das Velas.
O inhame ao longo dos séculos sempre foi tido como uma planta de grande valor económico, e embora estando dedicada principalmente à alimentação popular chegou a estar ligado ao acontecimento que ficou conhecido como Revolta dos inhames.
Foi sepultado na cemitério da Capela da Fabrica Menor de Igreja de Santo Amaro, Velas, ilha de São Jorge. Fez escritura testamentária nas notas do tabelião Manuel José de Ávila, onde deixou mil reis (moeda da altura) para o seu legado a Santa Isabel.

## Relações Familiares
foi filho de Henrique de Quadros de Sequeira e de D. Maria das Neves. Casou a 20 de Abril de 1782 com D. Maria Rosa (São Mateus da Urzelina, Velas, ilha de São Jorge, 1771 — Santo Amaro, Velas, ilha de São Jorge, 25 de Outubro de 1851) filha de José Ávila da Câmara e de D. Mariana Conceição do Rosário, de quem teve:
1. Isabel Vicência de Bettencourt (Toledo, Santo Amaro (Velas)|Santo Amaro, Velas, ilha de São Jorge, 29 de Novembro de 1807 — 7 de Julho de 1862). Casou com António José de Bettencourt a 5 de Maio de 1827.
2. Jorge (26 de Dezembro de 1782 —?).
3. Manuel José de Sequeira (23 de Março de 1787 —?) casou com Joaquina Josefa em 4 de Novembro de 1810.
4. João (I), (3 de Maio de 1791 —?).
5. Joana (6 de Abril de 1795 — 21 de Junho de 1795).
6. Jácome (28 de Julho de 1796 — 21 de Outubro de 1804).
7. João (II), (7 de Julho de 1800 — 21 de Outubro de 1804).
8. José António (15 de Junho de 1816 —?).